# Georgia (Vermont)
Georgia es un pueblo ubicado en el condado de Franklin en el estado estadounidense de Vermont. En el año 2010 tenía una población de 4.515 habitantes y una densidad poblacional de 38,59 personas por km².

## Geografía
Georgia se encuentra ubicado en las coordenadas 44°42′49″N 73°6′38″O / 44.71361, -73.11056.

## Demografía
Según la Oficina del Censo en 2000 los ingresos medios por hogar en la localidad eran de $54,156 y los ingresos medios por familia eran $59,712. Los hombres tenían unos ingresos medios de $37,294 frente a los $26,090 para las mujeres. La renta per cápita para la localidad era de $20,888. Alrededor del 3.8% de la población estaba por debajo del umbral de pobreza.